# Pavel Oliva
Pavel Oliva (rodné jméno Pavel Ohrenstein; 23. listopadu 1923 Praha-Karlín – 5. března 2021) byl český klasický filolog, historik antiky a spisovatel.

## Životopis
Narodil se jako starší ze dvou synů do dobře situované židovské měšťanské rodiny; jeho otec Oskar Ohrenstein (1890–1942) pocházel ze Soutic a byl obchodním zástupcem firmy pro nákup a prodej chmele, matka Josefa, rozená Spitzová (1885–1942), pocházela z Kutné Hory. Dětství prožil v Praze ve Fibichově ulici, na pomezí Vinohrad a Žižkova. Navštěvoval tam klasické gymnázium. Celý život se věnoval antické civilizaci, zejména kultuře a jejím jazykům – latině a řečtině. Vzhledem k tomu, že byl postižen nacistickými rasistickými zákony, byl v sedmnácti letech vyloučen z klasického gymnázia a nedlouho poté zařazen do jednoho z prvních transportů do židovského ghetta v Terezíně. V průběhu války byl pak přesunut do koncentračního tábora Osvětim-Březinka. Oba rodiče i mladší bratr Otokar (1928–1942) zahynuli v transportu do koncentračního tábora
Pavel Oliva byl doyenem české historické vědy a v oboru studií o antickém starověku ji na mezinárodním fóru reprezentoval déle než půl století. Řadu let působil v Historickém ústavu ČSAV a spolupracoval též s Kabinetem pro klasická studia ČSAV a s Ústavem řeckých a římských studií Filozofické fakulty Univerzity Karlovy. Přednášel i na univerzitách v zahraničí, zejména v Německu a ve Velké Británii, kde byl v roce 1981 hostujícím profesorem na univerzitě v Oxfordu. Aktivně se podílel na četných mezinárodních kongresech, zastupoval československou a českou vědu o antických studiích v komitétu Eirene, v Mezinárodní federaci pro klasická studia a v Mezinárodní akademické unii při UNESCO.
V roce 1946 se stal členem KSČ, odkud byl v roce 1970 vyloučen.
Byl předsedou Jednoty klasických filologů, dopisujícím členem Německého archeologického ústavu a Rakouského archeologického ústavu. Publikoval velké množství studií o aktuálních otázkách dějin starověku v odborných časopisech i v zahraničí (souhrnně Opera minora I, II). Některé z nich byly zařazeny do prestižní edice Wege der Forschung (Cesty výzkumu) vydávané nakladatelstvím Wissenschaftliche Buchgesellschaft v Darmstadtu.
Byl autorem i spoluautorem řady učebnic dějin starověku (Dějiny starověkého světa) a encyklopedických i monografických publikací o historických etapách a problematice antického Řecka a Říma (Raná řecká tyrannis, Pannonie a počátky krize římského impéria, Sparta a její sociální problémy, ABC světových dějin, Zrození řecké civilizace, Řecko mezi Makedonií a Římem, Civilizace starověkého Středomoří, Encyklopedie starověkých dějin, Tabula imperii Romani-M 33), trilogie o starořeckých dějinách (Zrození evropské civilizace, Kolébka demokracie, Svět helénismu), biografií význačných osobností starověkých dějin (Spartakus, Solón, Démosthenés, Polybios a jeho svět). Tyto práce měly značný ohlas u nás i v zahraničí. Některé z nich vyšly i v cizojazyčných překladech (německy, anglicky, italsky, španělsky).
Byl hlavním redaktorem díla Tabula imperii Romani (Astra Regina, Vindobona, Carnuntum). O svém pohnutém životě, zejména mládí, jež strávil v koncentračních táborech, podal svědectví v biografických publikacích Dialogy s profesorem Pavlem Olivou a Holokaust mé rodiny; kromě toho přeložil a komentářem opatřil unikátní kreslenou kroniku Alfreda Kantora Svědectví. Terezín – Osvětim – Schwarzheide, prosinec 1941 – květen 1945. Vedle práce badatelské se věnoval i činnosti překladatelské, a to především v poslední dekádě – přeložil Démosthenovy Řeči na sněmu (2002), Aristotelovu Athénskou ústavu (2004) a zejména Polybiovo historické dílo Dějiny (I, 2008, II, 2009, III, 2011, IV, 2012). Soupis jeho díla zachycuje publikace Profesor PhDr. Pavel Oliva, DrSc.: bibliografie (vyd. I. Lisový, 2008).

## Dílo
- OLIVA, Pavel, Zrození evropské civilizace, Praha: Arista, Epocha, 2003. ISBN 80-86410-37-4
- OLIVA, Pavel, Kolébka demokracie: dějiny a kultura klasického Řecka 5.-4. století př. n. l., Praha: Arista, 2000. ISBN 80-86410-04-8
- OLIVA, Pavel, Řecko mezi Makedonií a Římem, Praha: Academia, 1995. ISBN 80-200-0435-1
- OLIVA, Pavel, Holokaust mé rodiny, Praha: Arista, 2009. ISBN 978-80-86410-59-3
- OLIVA, Pavel, Osudy mé rodiny, Praha: Arista, 2017. ISBN 978-80-87867-27-3